# 포춘 퀘스트 L
포춘 퀘스트 L은 이지 필름에서 제작한 TV 애니메이션 시리즈이다. 후카자와 미시오의 소설 《포춘 퀘스트》를 원작으로 한다. 1997년 10월 18일부터 1998년 5월 23일까지 MBS에서 총 26화로 방영되었다. 
대한민국에서는 《나나의 환상여행》이라는 제목으로 1998년 3월부터 1998년 7월 17일까지 SBS에서 방영되었다.

## 등장인물
- 파스텔
- 클라이
- 트라프
- 루미
- 시로
- 페니
- 놀
- 키톤
- 빌리
- 기아
- 린제이
- 마리나
- 안트라스

## 주제가
- 오프닝: Good fine everyday
- 엔딩: 별의 목소리
- 삽입곡: 달의 배

## 방영 에피소드 목록
1. 드래곤의 보석
2. 도난당한 트라프?
3. 트라손산의 미스테리!?
4. 흰색 용의 재단
5. 나타났다! 악마 계곡의 큰 무카데
6. 키톤과의 재회
7. 스트로베리 하우스의 경호원
8. 숲이 부르고있다고?
9. 시련의 시작
10. 파티에서의 최대 위기!?
11. 탈출!
12. 위장 공주
13. 줄다리기
14. 뜻밖의 사건
15. 바람의 방문자
16. 뻗어가는 마음
17. 트라프 하우스에서의 도전장
18. 마지막 선물
19. 별이 빛나는 달밤에서...
20. 신비의 지하 공장
21. 환상의 비약
22. 금단의 경호원
23. 방황하는 어린 양
24. 그러한 관계
25. 카타리나의 술잔
26. 네버 엔딩 퀘스트